# Tang Wei
Tang Wei (chiń. upr. 汤唯; chiń. trad. 湯唯; pinyin Tāng Wéi; urodzona 7 października 1979 w Zhejiang) – chińska aktorka debiutująca w filmie Anga Lee „Ostrożnie, pożądanie”. Pokonała ponad 10.000 aktorek podczas castingu do filmu. Za rolę otrzymała Złotego Lwa na Międzynarodowym Festiwalu Filmowym w 2007 roku.